# Luke Cage
Luke Cage (Carl Lucas hay còn gọi là Power Man) là một nhân vật hư cấu, một siêu anh hùng xuất hiện trong truyện tranh được xuất bản Marvel Comics, được sáng tạo bởi Archie Goodwin và họa sĩ John Romita, Sr., xuất hiện lần đầu tiên Luke Cage, Hero for Hire #1 (Tháng 7, 1972). Anh có một sức mạnh phi thường và da cứng như thép sau một tai nạn

### Tiểu sử, sơ lược
Sinh ra và lớn lên ở khu Harlem, New York – một khu phố đầy rẫy tội phạm nên Carl Lucas đã dành cả thời thiếu niên của mình tham gia vào một băng nhóm có tên The Rivals. Cùng với người bạn thân Willis Stryker, anh ấy thường choảng nhau với băng Diablos, trộm cướp lặt vặt…Tất cả những việc đó anh đều làm dưới trướng của tên trùm tội phạm Sonny Caputo/Hammer. Ước mơ của Lucas là trở thành một tên găngxtơ khét tiếng ở New York cho đến khi anh nhận ra rằng gia đình của anh rất buồn lòng vì những việc mà anh làm. Anh bắt đầu trở thành người tốt và tìm một công việc hợp pháp. Khi đó thì Stryker càng ngày leo cao hơn trong giới tội phạm, nhưng 2 người vẫn là bạn thân.
Các hoạt động của Stryker đã chọc giận tổ chức mafia Syndicate, chúng đã cho người đánh đập dã man Stryker. Hắn chỉ được cứu khi có sự can thiệp của Lucas. Bạn gái của Stryker là Reva Connors đã chia tay hắn khi cô ta lo sợ về công việc của hắn, cô ta đã tìm đến sự giúp đỡ của Lucas. Tức giận vì cho rằng Lucas chính là nguyên nhân của cuộc chia tay, Stryker đã lén giấu ma túy trong nhà của Lucas và vu cáo với cảnh sát. Lucas bị bắt giữ và bị đưa vào tù. Lucas cố gắng liên lạc với gia đình nhưng không có kết quả, thậm chí cả Lucas lẫn cha của anh đều đã tin rằng người kia đã chết.
Ở trong tù, Lucas thực sự rất giận dữ về sự phản bội của Stryker và cái chết (không có thật) của cha mình nên anh đã tham gia vào các cuộc bạo động và vượt ngục. Khi được chuyển đến nhà tù Seagate ở Georgia, Lucas trở thành đối tượng tra tấn ưa thích của tên quản ngục Albert "Billy Bob" Rackham. Sau đó Lucas trở thành tình nguyện viên của chương trình thử nghiệm huyết thanh siêu chiến binh của Dr. Noah Burstein.
Burstein đã cho ngâm Lucas trong một trường điện từ hóa hữu cơ, nhưng khi ông không giám sát Lucas thì tên Rackham đã cố tình điều khiển các thiết bị sai lệch để cho Lucas phải đau đớn đến chết. Nhưng may thay, việc đó không những không giết chết được Lucas mà nó còn cho anh một sức mạnh siêu nhiên, khiến anh trở nên cực khỏe và bền chắc. Lucas đào thoát khỏi Seagate nhờ sức mạnh mới và tìm cách trở về New York. Ở đó anh đã tìm ra được mục đích chính đáng để sử dụng năng lực một cách thật hiệu quả.
Lấy tên là Luke Cage và mặt một bộ trang phục đặc biệt, Lucas bắt đầu sự nghiệp là một Hero for Hire. Bất kì người nào có thể nhờ sự giúp đỡ từ anh miễn là họ trả đủ tiền. Anh lập một văn phòng riêng ở Gem Theatre, Time Square.
Mặc dù Cage không có quan hệ với các siêu anh hùng khác ở New York, nhưng trong một sự việc bất ngờ có liên quan đến Dr.Doom đã khiến Cage kết thân với nhóm Fantastic Four. Anh nhận được yêu cầu bắt giữ Spider-man từ tổng biên tập báo Daily Bulge J.Jonah Jameson nhưng Cage lại thông cảm với Spider-man và từ chôi nhận tiền của Jameson. Cage cũng kết giao với Jessica Jones, một nữ anh hùng có phong cách rất độc đáo. Trong một nhiệm vụ Cage cùng Iron Man truy tìm tên Orville Smythe vì tên này đã lừa Cage ăn cắp 1 bộ giáp ở Stark International để "kiểm tra hệ thống an ninh của Stark", Cage đã theo bước những người đi trước khi bắt đầu lấy tên Power Man. Anh đã phải đánh nhau tưng bừng với Erik Josten để giành quyền sử dụng cái tên, vì tên kia cũng có tên Power Man. Đương nhiên là Cage giành chiến thắng.
.